# Parti social-démocrate populaire (Turquie)
Pour les articles homonymes, voir Parti social-démocrate.
Le Parti social-démocrate populaire (en turc : Sosyaldemokrat Halk Partisi ou SHP) est un ancien parti politique turc, créé en 2002 et dissous en 2010.

## Historique
Il est créé en mai 2002 par Murat Karayalçın, ancien maire d'Ankara (1989-1993) et ministre des Affaires étrangères (1994-1995), qui venait de démissionner du Parti républicain du peuple (CHP). Le nouveau parti regroupe des sociaux-démocrates, des socialistes modérés et des libéraux.
De création trop récente, il ne peut pas participer aux élections législatives du 3 novembre 2002.
Aux municipales du 28 mars 2004, il fait alliance avec le Parti démocratique du peuple (DEHAP) et le Parti de la liberté et de la solidarité (ÖDP), mais il n'obtient que 5,15 % des voix.
Il ne se présente pas aux élections législatives de 2007 afin de ne pas diviser le vote de gauche. 
À la suite de l'échec du parti aux élections locales de 2009, Karayalçın démissionne de la présidence. Enfin le 13 mars 2010, le SHP décide de se dissoudre au sein du nouveau Parti de l'égalité et de la démocratie, qui lui-même sera remplacé deux ans plus tard par le Parti de la gauche verte.